# Rumináció (pszichológia)
A rumináció fogalma Nolen-Hoeksema (1991) válasz-stílus elméletéből származik. A kutató úgy definiálja a ruminációt, mint ismétlődő, passzív gondolkodási módot egy személy depressziós tüneteiről, annak okairól és lehetséges következményeiről. Ezt a meghatározást olyan kutatások támasztják alá, melyek kimutatták a ruminatív gondolatok jelenlétét a depresszív tünetek kialakulásában és fennmaradása során, illetve súlyos depresszió esetén. Ugyanakkor a ruminatív gondolkodás nem csupán a depressziós zavarokra jellemző.

## Típusai
A depresszív (vagy depressziós) és az indulati (vagy dühös) rumináció a negatív események indukálta negatív, perszeveratív gondolkodási stílus, azaz a rumináció egy-egy fajtája. A kutatók a személyekben megjelenő repetitív gondolatok típusa alapján különböztették meg az említett két maladaptív kognitív stílust, melyek különböző betegségekkel hozhatók összefüggésbe.
Míg a depresszív rumináció inkább  a depresszióval, addig az indulati rumináció inkább az agresszióval kapcsolatos pszichés zavarokkal hozható összefüggésbe. Ugyanakkor egyes mentális betegségek, mint például az étkezési zavarokkal kapcsolatos megbetegedések esetén mindkét kognitív stílus fontos szerepet játszhat. A rumináció, és különböző aspektusainak feltárása kiemelt jelentőségű, mivel befolyásoló tényező lehet az olyan széles rétegeket érintő krónikus betegségek kialakulásában, mint a magas vérnyomás, a kardiovaszkuláris és a daganatos megbetegedések.

A depresszív rumináció kialakulását feltehetően a nagy mennyiségű stressz és a gondolatok elnyomása okozza.
Az indulati rumináció fogalmának kialakulását a harag koncepciójának, mint érzelem-modellnek szociál-konstruktivista értelmezése indukálta. Az indulati rumináció olyan kognitív stílus, mely a harag, a dühös érzéseket kiváló események és azok következményeiről való ismétlődő gondolatokat foglalja magában.